# Česká Zbrojovka Uherský Brod
Česká Zbrojovka Uherský Brod (officialmente Česká zbrojovka a.s., también conocida como CZ o CZUB) es un fabricante de armas checo con sede en Uherský Brod fundado en 1936. En el 2005, compró la empresa estadounidense Dan Wesson y en 2021 la también estadounidense Colt.
95 por ciento de la producción de la empresa esta exportada al extranjero (rumbo a 100 países). Česká Zbrojovka es una de las 5 empresas de fabricación de armas automáticas más grandes del mundo.

## Productos
- CZ-805 BREN
- CZ BREN 2
- CZ Scorpion Evo 3
- CZ Skorpion vz. 61
- CZ P-07
- CZ P-09 (producido bajo licencia por FAME)

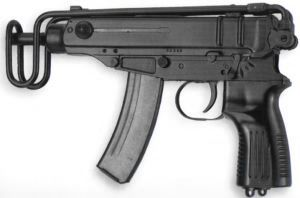
Legendario CZ Vz 61 Skorpion

- CZ P-10 C
- CZ 75
- CZ 2075 RAMI
- CZ 85
- CZ 97B
- CZ vz. 27
- Sa vz. 23
- Sa vz. 58